# 上布埃納維斯塔區
上布埃納維斯塔區（西班牙語：Distrito de Buenavista Alta），是秘魯的一個區，位於該國北部安卡什大區的卡斯馬省，始建於1935年4月5日，面積476.62平方公里，海拔高度216米，2005年人口4,156，人口密度為每平方公里8.7人。